# هیدئاکی موتویاما
هیدئاکی موتویاما (انگلیسی: Hideaki Motoyama; ۲۵ ژوئیهٔ ۱۹۶۹ – ۲۹ ژوئیهٔ ۲۰۰۹) بدمینتون‌باز اهل ژاپن بود.